# Crítica literaria psicoanalítica
La crítica literaria psicoanalítica es la crítica literaria o la teoría literaria que, en método, concepto o forma, está influenciada por la tradición del psicoanálisis iniciada por Sigmund Freud.
La lectura psicoanalítica se ha practicado desde el desarrollo temprano del psicoanálisis mismo, y se ha convertido en una tradición interpretativa heterogénea. Como escribe Celine Surprenant, "La crítica literaria psicoanalítica no constituye un campo unificado. Sin embargo, todas las variantes respaldan, al menos hasta cierto punto, la idea de que la literatura ... está fundamentalmente entrelazado con la psique'.
La crítica psicoanalítica ve a los artistas, incluidos los autores, como neuróticos. Sin embargo, un artista escapa a muchas de las manifestaciones externas y los resultados finales de la neurosis al encontrar en el acto de crear su arte un camino de regreso a la cordura y la plenitud.

## Descripción
El objeto de la crítica literaria psicoanalítica, en su forma más simple, puede ser el psicoanálisis del autor o de un personaje particularmente interesante en una obra determinada. La crítica es similar al psicoanálisis mismo, siguiendo de cerca el proceso interpretativo analítico discutido en la interpretación de los sueños de Freud y otras obras. Los críticos pueden ver a los personajes ficticios como estudios de casos psicológicos, tratando de identificar conceptos freudianos como el complejo de Edipo, los deslizamientos freudianos, el Id, el ego y el superego, etc., y demostrar cómo influyen en los pensamientos y comportamientos de los personajes ficticios.
Sin embargo, son posibles variaciones más complejas de la crítica psicoanalítica. Los conceptos de psicoanálisis pueden desplegarse con referencia a la estructura narrativa o poética misma, sin requerir acceso a la psique autoral (una interpretación motivada por la observación del psicoanalista francés Jacques Lacan de que "el inconsciente está estructurado como un lenguaje"[cita requerida]). O los textos fundadores del psicoanálisis pueden ser tratados como literatura, y releídos por la luz proyectada por sus cualidades formales sobre su contenido teórico (los textos de Freud con frecuencia se parecen a las historias de detectives | o a las narrativas arqueológicas de las que tanto le gustaba).
Como todas las formas de crítica literaria, la crítica psicoanalítica puede dar pistas útiles sobre los símbolos, acciones y escenarios a veces desconcertantes de una obra literaria; Sin embargo, como todas las formas de crítica literaria, tiene sus límites. Por un lado, algunos críticos confían en la psicocrítica como un enfoque de "talla única", mientras que otros estudiosos literarios argumentan que ningún enfoque puede iluminar o interpretar adecuadamente una obra de arte compleja. Como Guerin, et al. lo pusieron en A Handbook of Critical Approaches to Literature,
 El peligro es que el estudiante serio puede volverse teórico, olvidando que Freud no es el único enfoque de la crítica literaria. Ver una gran obra de ficción o un gran poema principalmente como un estudio de caso psicológico es a menudo perder su significado más amplio y tal vez incluso la experiencia estética esencial que debería proporcionar. 

## Métodos

### Primeras aplicaciones
Freud escribió varios ensayos importantes sobre literatura, que utilizó para explorar la psique de autores y personajes, para explicar misterios narrativos y para desarrollar nuevos conceptos en psicoanálisis (por ejemplo, "Delirio y sueño en la Gradiva de Jensen" y sus influyentes lecturas del mito de Edipo y Hamlet de Shakespeare en "La interpretación de los sueños"). Se ha criticado, sin embargo, que en sus estudios y en los de sus primeros seguidores "lo que requiere aclaración no son las obras artísticas y literarias en sí, sino más bien la psicopatología y la biografía del artista, escritor o personajes de ficción". Así, "muchos psicoanalistas entre los primeros adherentes de Freud no resistieron la tentación de psicoanalizar a poetas y pintores (a veces para disgusto de Freud"). Analistas posteriores concluirían que "claramente no se puede psicoanalizar a un escritor a partir de su texto; uno sólo puede apropiarse de él'.
La crítica literaria psicoanalítica temprana a menudo trataba el texto como si fuera una especie de sueño. Esto significa que el texto reprime su contenido real (o latente) detrás del contenido obvio (manifiesto). El proceso de cambio de contenido latente a manifiesto se conoce como el trabajo onírico e implica operaciones de concentración y desplazamiento (psicología)|desplazamiento]].  El crítico analiza el lenguaje y el simbolismo de un texto para revertir el proceso del trabajo onírico y llegar a los pensamientos latentes subyacentes. El peligro es que "tal crítica tiende a ser reductiva, explicando las ambigüedades de las obras literarias por referencia a la doctrina psicoanalítica establecida; y muy poco de este trabajo conserva mucha influencia hoy'.